# Monastère de Khibinogorsk
Le monastère de Khibinogorsk (Хибиногорский монастырь) ou monastère de l'icône-de-la-Mère-de-Dieu-de-Kazan (Хибиногорский женский монастырь в честь Казанской иконы Божией Матери) est un monastère de femmes de l'Église orthodoxe russe situé dans le grand nord de la Russie européenne à Kirovsk (oblast de Mourmansk), autrefois Khibinogorsk. C'est le monastère orthodoxe le plus septentrional du monde devant le monastère de la Petchenga. Il se trouve au pied des  monts Khibiny. Il dépend de l'éparchie de Mourmansk.

## Histoire et description

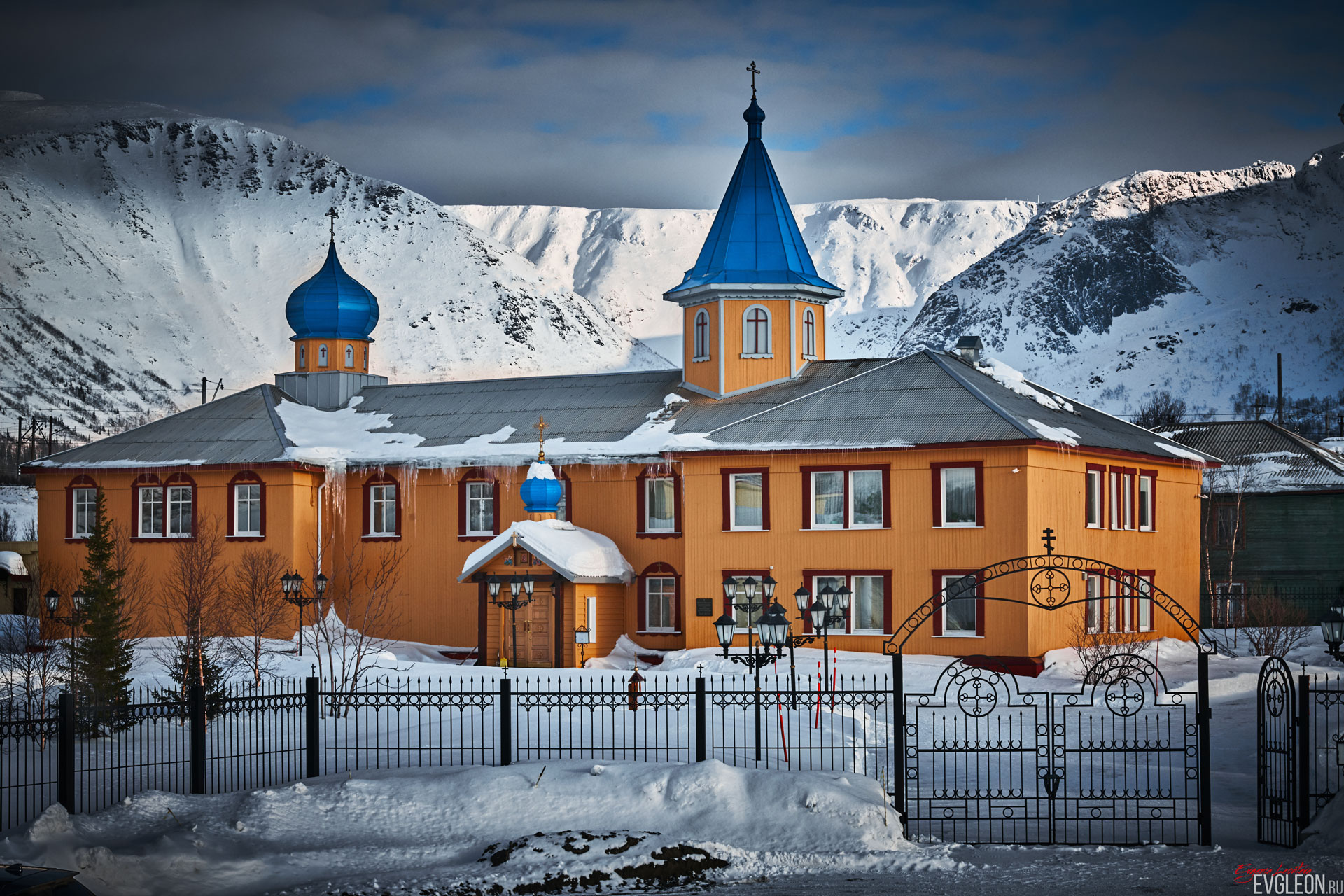
Vue de l'église et du bâtiment monastique.

Le monastère est fondé le 20 avril 2005 sur décision de Saint-Synode. Il est issu de la paroisse Notre-Dame-de-Kazan de Kirovsk et devient un monastère à la demande de l'archevêque de Mourmansk, Simon. L'église de bois avait été construite à l'époque soviétique en 1946. C'était la première et la seule de la ville dont elle se situait à l'écart, jusqu'à la construction en 2004 de l'église du Sauveur à l'entrée de la ville.
À sa fondation en 2005, il n'y a que la supérieure, Mère Alikina (Engelmann), et une novice, ainsi qu'un prêtre, le P. Gueorgui Zvontsov.
Le 21 juillet 2019, le métropolite de Mourmansk, Mitrophane (Badanine), installe trois moniales qui s'intègrent à la communauté,.